# Aïtánia
Aïtánia, en grec moderne : Αϊτάνια, est un village du dème de Chersónissos, dans le district régional de Héraklion, de la Crète, en Grèce. Selon le recensement de 2001, la population d'Aïtánia compte 319 habitants. Il est situé à une altitude de 280 m et à une distance de 20 km de Héraklion.

## Histoire
Aïtánia est mentionné sous le nom d'Icania, dans un document de 1212, propriété du monastère de Santa Maria del Sinai, puis en 1583, dans le recensement de Pietro Castrofilaca, sous les noms d'Itagnia Cato avec 112 habitants et Itagnia Apano avec 85 habitants.
Le 12 octobre 1856, un séisme, d'une magnitude de 8.2 sur l'échelle de Richter, frappe la Crète et provoque la mort de 40 habitants du village.